# Tobias Mullen
Tobias Patrick Mullen (* 4. März 1818 im County Tyrone, Provinz Ulster, Vereinigtes Königreich Großbritannien und Irland; † 22. April 1900 in Erie, Pennsylvania) war ein US-amerikanischer römisch-katholischer Geistlicher. Mullen war Bischof des Bistums Erie.

## Leben
Der Sohn von James und Mary Mullen wurde in einer kleinen Gemeinde im heute nordirischen County Tyrone geboren. Nach der Grundschule in Castlefin absolvierte er das College im ostirischen Maynooth, an dem er Theologie studierte. 1843 zog er in die Vereinigten Staaten, wo er sich im Bistum Pittsburgh niederließ. Hier wurde er am 1. September 1844 von Bischof Michael O’Connor zum Priester geweiht.
Nach zwei Jahren als Kurat an der Cathedral of Pittsburgh übernahm Mullen 1846 die Verantwortung für die Gemeinde in Johnstown. Im Jahr 1854 wurde er Kaplan an der St. Peter's Church in Allegheny, heute ein Stadtteil von Pittsburgh. In den Jahren 1864 bis 1868 war Mullen Generalvikar des Bistums Pittsburgh.
Am 3. März 1868 wurde Mullen von Papst Pius IX. zum Bischof des Bistums Erie ernannt. Die Bischofsweihe spendeten ihm am 2. August 1868 Bischof Michael Domenec und die Mitkonsekratoren, die Bischöfe James Frederick Wood und Louis Amadeus Rappe.
Mullen war danach 31 Jahre lang Vorstehender seines Bistums. Unter seiner Amtszeit wurden zahlreiche Schulen und Kirchen errichtet, darunter die St. Peter's Cathedral, der Amtssitz aller späteren Bischöfe des Bistums. 1875 weihte er das Fundament, im Jahr 1893 die feierliche Eröffnung. Auch gründete er den Lake Shore Visitor, eine wöchentlich erscheinende Fachzeitschrift.
Am 20. Mai 1897 erlitt Mullen einen Schlaganfall, infolge dessen er teilweise gelähmt blieb. Am 14. Dezember 1897 wurde ihm John Edmund Fitzmaurice als Koadjutor-Bischof zur Seite gestellt. Dennoch reichte er am 15. September 1899 bei Papst Leo XIII. den Rücktritt ein, den dieser auch akzeptierte. Zwei Wochen darauf wurde ihm am 30. September 1899 als Titularbischof das Titularbistum Germanicopolis übertragen.
Sieben Monate später, im April 1900, starb Mullen im Alter von 82 Jahren.